# نابليون أوردا
نابليون ماتيوز تاديوز أوردا (بالبولندية: Napoleon Mateusz Tadeusz Orda) هو موسيقي وعازف بيانو ورسام بولندي ليتواني ولد في يوم 11 فبراير 1807 في مدينة بينسك في روسيا القيصرية (بيلاروسيا حالياً) وقد كان من القوميين البولنديين حيث ألف أناشيد قومية توفي في يوم 26 أبريل 1883 في مدينة وارسو في مملكة بولندا.

## روابط خارجية
- نابليون أوردا على موقع ميوزك برينز (الإنجليزية)
- نابليون أوردا على موقع ديسكوغز (الإنجليزية)